# Hunkemöller
Hunkemöller est une entreprise d’origine néerlandaise fondée en 1886 à Amsterdam  et spécialisée dans la lingerie féminine. La marque est aujourd’hui implantée dans 23 pays et compte plus de 4000 employés[réf. nécessaire]. Hunkemöller est présent depuis 2003 en France où il compte 17 points de vente.

Salesroom la boutique Hunkemöller à Oberhausen

## Historique
Fondée en 1886 à Amsterdam par Wilhelm Hunkemöller et son épouse Josephina Lexis, l’entreprise était à l’origine spécialisée dans les corsets et les bustiers. Aujourd’hui Hunkemöller possède de nombreux magasins en Europe et au Moyen-Orient. Présente en Arabie Saoudite, en Égypte, en Russie, en Pologne, en Espagne, c'est néanmoins dans le Nord de l'Europe que la marque concentre l'essentiel de son réseau : elle est en effet très bien implantée aux Pays-Bas, en Belgique, au Luxembourg et en Allemagne.

## Structure de l’entreprise
Hunkemöller a développé une stratégie de distribution omnicanal par le biais de ses propres magasins, de shop-in-shop, de sites de commerce en ligne et de magasins franchisés. En 2015 elle enregistrait un chiffre d’affaires d'environ 400 millions. Début 2016 elle fut rachetée par The Carlyle group, une société d'investissement américaine. Elle appartenait depuis fin 2010 à PAI Partners, un groupe européen de fonds d’investissement . Avant quoi elle appartenait à Maxeda, une entreprise hollandaise de commerce de détail. Le siège social d’Hunkemöller est situé à Hilversum aux Pays-Bas.

## Collections

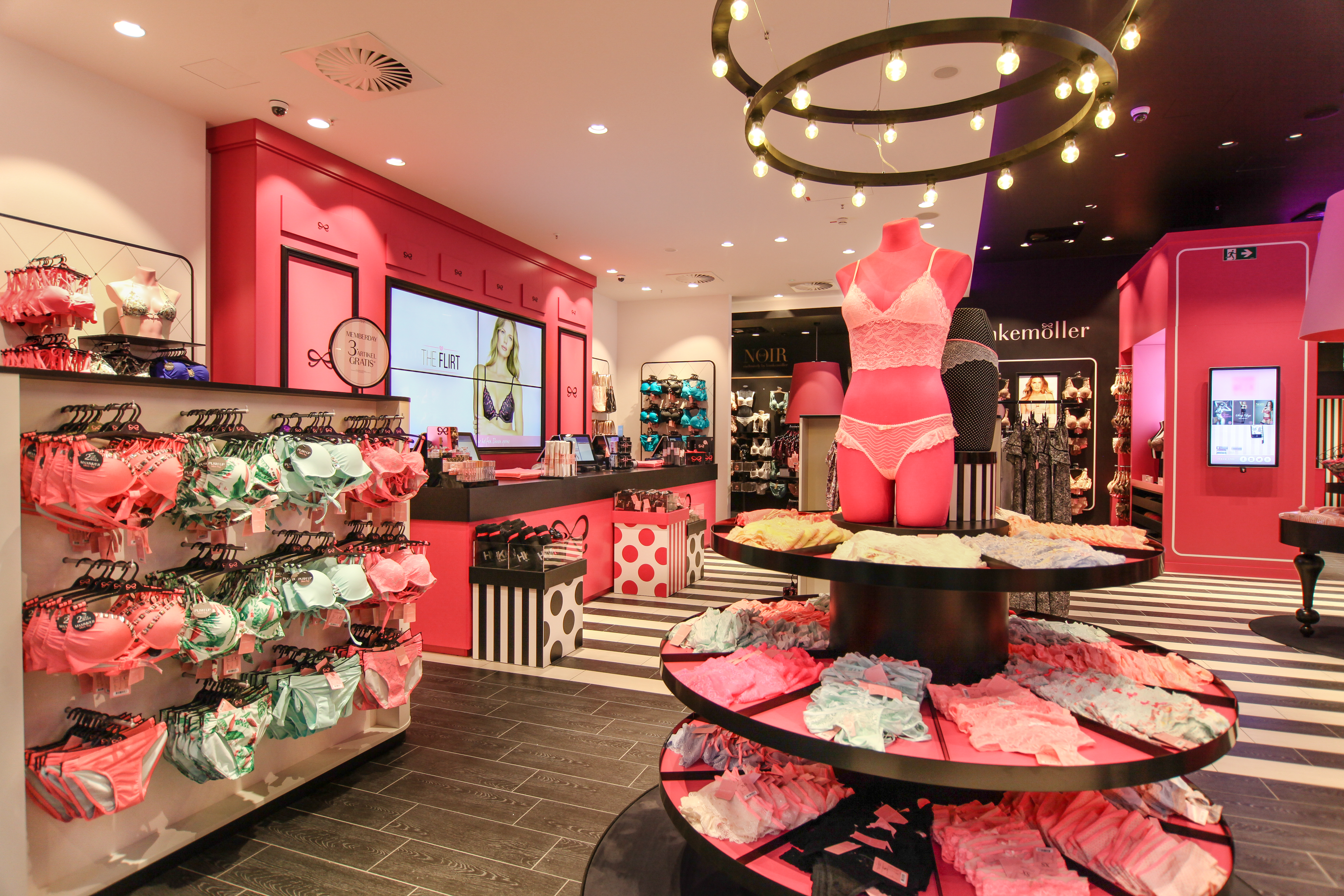
Intérieur de la boutique Hunkemöller à Oberhausen

Hunkemöller vend de la lingerie, des articles de bain, de sport, de nuit et des accessoires pour femmes. L’entreprise possède également plusieurs sous-marques : HKMX (collection de sport), Collection Private (collection de lingerie sexy), Noir (collection de lingerie et maillot de bain haut de gamme), Bra Solutions (soutiens-gorge basiques), Doutzen Collection et Designer Collection.
La marque de lingerie annonce 31 août 2016 avoir enrôle Doutzen Kroes comme nouvelle ambassadrice. Pour Hunkemöller elle sera l'ambassadrice des collections nommées “Doutzen’s Stories”.